# Campionati europei di atletica leggera 2010 - Lancio del giavellotto femminile
La competizione si è svolta tra il 27 ed il 29 luglio 2010.

## Podio
| #       | Atleta              | Nazionalità | Tempo |                               |
| ------- | ------------------- | ----------- | ----- | ----------------------------- |
| Oro     | Linda Stahl         | Germania    | 66.81 | Miglior prestazione personale |
| Argento | Christina Obergföll | Germania    | 65.58 |                               |
| Bronzo  | Barbora Špotáková   | Rep. Ceca   | 65.36 |                               |

## Record
Prima di questa competizione, il record del mondo (RM), il record europeo (EU) ed il record dei campionati (RC) erano i seguenti:
| Record                | Prestazione | Atleta                      | Data                                      | Competizione            |
| --------------------- | ----------- | --------------------------- | ----------------------------------------- | ----------------------- |
| Record mondiale       | 72.28m      | Barbora Špotáková Rep. Ceca | 13 settembre 2008 Stoccarda, Germania     |                         |
| Record europeo        | 72.28m      | Barbora Špotáková Rep. Ceca | 13 settembre 2008 Stoccarda, Germania     |                         |
| Record dei campionati | 67.47m      | Miréla Manjani Grecia       | 8 agosto 2002 Monaco di Baviera, Germania | Campionati europei 2002 |

## Programma
| Data           | Ora   | Turno          |
| -------------- | ----- | -------------- |
| 27 luglio 2010 | 19:05 | Qualificazioni |
| 29 luglio 2010 | 20:40 | Finale         |

## Risultati

### Qualificazioni
L'accesso alla finale era riservato ai concorrenti con una misura di almeno 59.50 m (Q) o ai primi 12 della qualificazione (q).
| Pos. | Gruppo | Atleta                 | Paese       | #1    | #2    | #3    | Risultato | Note |
| ---- | ------ | ---------------------- | ----------- | ----- | ----- | ----- | --------- | ---- |
| 1    | B      | Barbora Špotáková      | Rep. Ceca   | 65.56 |       |       | 65.56     | Q    |
| 2    | A      | Christina Obergföll    | Germania    | 65.05 |       |       | 65.05     | Q    |
| 3    | A      | Mariya Abakumova       | Russia      | x     | 56.15 | 62.52 | 62.52     | Q    |
| 4    | B      | Martina Ratej          | Slovenia    | 61.92 |       |       | 61.92     | Q    |
| 5    | A      | Katharina Molitor      | Germania    | 59.74 |       |       | 59.74     | Q    |
| 6    | A      | Madara Palameika       | Lettonia    | 58.06 | 53.82 | 58.85 | 58.85     | q    |
| 7    | A      | Jarmila Klimesová      | Rep. Ceca   | 52.26 | 51.57 | 58.45 | 58.45     | q    |
| 8    | B      | Linda Stahl            | Germania    | x     | 57.42 | x     | 57.42     | q    |
| 9    | B      | Tatjana Jelača         | Serbia      | 53.64 | 52.07 | 56.89 | 56.89     | q    |
| 10   | B      | Mercedes Chilla        | Spagna      | 56.78 | x     | x     | 56.78     | q    |
| 11   | A      | Zahra Bani             | Italia      | 56.68 | x     | 52.19 | 56.68     | q    |
| 12   | B      | Ásdís Hjálmsdóttir     | Islanda     | 49.47 | 51.55 | 56.55 | 56.55     | q    |
| 13   | B      | Sinta Ozoliņa          | Lettonia    | 53.99 | x     | 56.11 | 56.11     |      |
| 14   | B      | Bregje Crolla          | Paesi Bassi | 55.82 | 51.95 | 55.33 | 55.82     |      |
| 15   | B      | Maria Negoita          | Romania     | 55.68 | 54.49 | 55.34 | 55.68     |      |
| 16   | B      | Elisabeth Pauer        | Austria     | 53.45 | x     | 53.02 | 53.45     |      |
| 17   | A      | Vira Rebryk            | Ucraina     | x     | 52.31 | 51.09 | 52.31     |      |
| 18   | A      | Felicia Ţilea-Moldovan | Romania     | x     | x     | 46.51 | 46.51     |      |
| 19   | A      | Evelien Dekkers        | Paesi Bassi | x     | x     | 46.37 | 46.37     |      |
|      | A      | Oona Sormunen          | Finlandia   | x     | x     | x     | NM        |      |
|      | A      | Sávva Líka             | Grecia      | —     | —     | —     | NP        |      |

### Finale
| Pos.    | Atleta              | Paese     | #1    | #2    | #3    | #4    | #5    | #6    | Risultato | Note                          |
| ------- | ------------------- | --------- | ----- | ----- | ----- | ----- | ----- | ----- | --------- | ----------------------------- |
| Oro     | Linda Stahl         | Germania  | 60.36 | 57.31 | 63.17 | x     | 66.81 | 64.13 | 66.81     | Miglior prestazione personale |
| Argento | Christina Obergföll | Germania  | 61.46 | 64.12 | 63.76 | 62.78 | 65.58 | x     | 65.58     |                               |
| Bronzo  | Barbora Špotáková   | Rep. Ceca | 65.36 | 62.89 | x     | x     | 65.09 | x     | 65.36     |                               |
| 4       | Katharina Molitor   | Germania  | 61.44 | 59.69 | 58.45 | x     | x     | 63.81 | 63.81     |                               |
| 5       | Mariya Abakumova    | Russia    | 60.87 | 61.46 | 58.79 | 61.18 | x     | x     | 61.46     |                               |
| 6       | Mercedes Chilla     | Spagna    | 57.82 | 61.40 | x     | 61.37 | 58.38 | 60.99 | 61.40     |                               |
| 7       | Martina Ratej       | Slovenia  | 60.08 | x     | x     | 60.71 | x     | 60.99 | 60.99     |                               |
| 8       | Madara Palameika    | Lettonia  | 55.22 | 53.44 | 59.70 | 57.76 | 60.78 | x     | 60.78     |                               |
| 9       | Jarmila Klimesová   | Rep. Ceca | 56.37 | 56.50 | x     |       |       |       | 56.50     |                               |
| 10      | Ásdís Hjálmsdóttir  | Islanda   | x     | 54.32 | 52.32 |       |       |       | 54.32     |                               |
| 11      | Zahra Bani          | Italia    | 51.70 | x     | 53.67 |       |       |       | 53.67     |                               |
| 12      | Tatjana Jelača      | Serbia    | x     | 45.99 | 52.13 |       |       |       | 52.13     |                               |